# Eltham

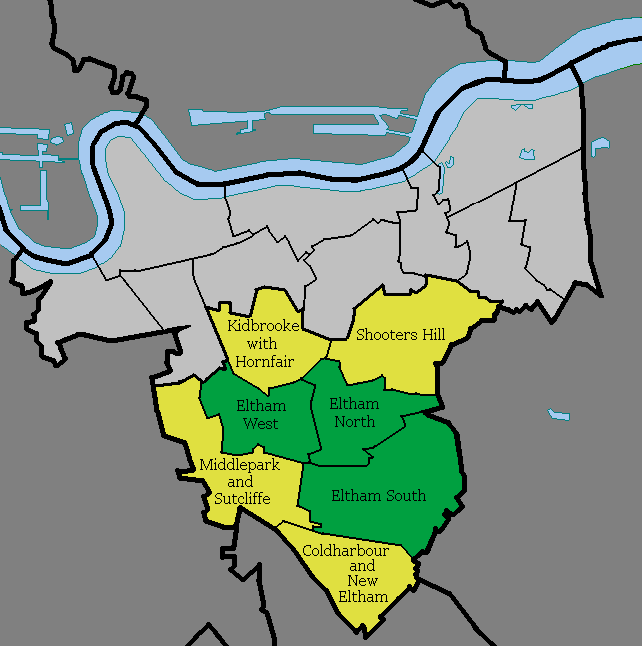
Ba phường của Eltham (xanh lá) trong Khu bầu cử quốc hội Eltham (vàng) trong Khu Greenwich của Luân Đôn (xám nhạt)

Eltham (phát âm /ˈɛltəm/) là một quận tại Nam Luân Đôn, Anh, thuộc Khu Greenwich của Luân Đôn. Elham nằm cách 8,6 dặm (13,8 km) về phái đông đông nam của Charing Cross. Trên Bản đồ Quy hoạch Luân Đôn, khu vực này được xác định là một trong 35 trung tâm chính của Đại Luân Đôn.

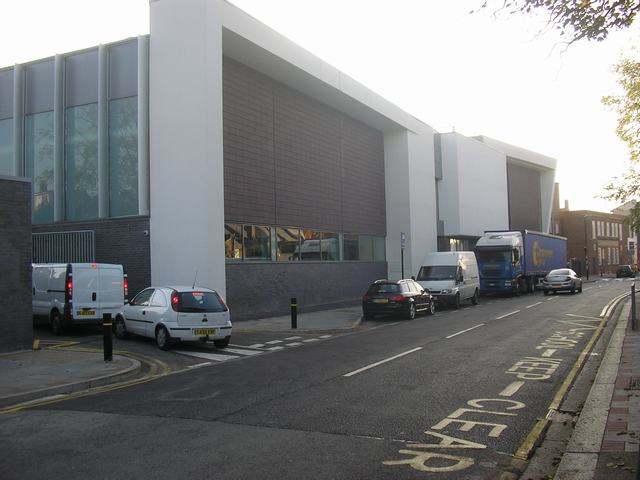
Trung tâm Eltham

xxxxphải|thumbnail|Lâu đài Eltham